# Entyloma gaillardianum
Entyloma gaillardianum är en svampart som beskrevs av Vánky 1982. Entyloma gaillardianum ingår i släktet Entyloma och familjen Entylomataceae.   Inga underarter finns listade i Catalogue of Life.